# Emilio Kovacić
Emilio Kovacić (ur. 11 stycznia 1968 w Zadarze) – chorwacki koszykarz. Grał na pozycji centra.

## Kariera zawodnicza
- 1983–1987:  KK Zadar
- 1987–1990:  Uniwersytet Arizony
- 1990–1993:  KK Zadar
- 1993–1994:  Cibona Zagrzeb
- 1994–1997:  Zrinjevac Zagrzeb
- 1997–1999:  KK Zadar
- 1999–2001:  KK Olimpija
- 2001–2003:  Fortitudo Bolonia
- 2003–2004:  KK Zadar

## Osiągnięcia
Drużynowe
- Mistrz:
  - Ligi Adriatyckiej (2004)
  - Jugosławii (1986)
  - Chorwacji (1994)
  - Słowenii (2001)
- Zdobywca pucharu:
  - Chorwacji (1998)
  - Słowenii (2000, 2001)

Indywidualne
- MVP:
  - finałów ligi słoweńskiej (2001)
  - pucharu Słowenii (2001)
  - meczu gwiazd ligi chorwackiej (1999)
- Uczestnik meczu gwiazd ligi chorwackiej (1999)
- Lider ligi chorwackiej w zbiórkach (1998, 1999)

Reprezentacja
- Brązowy medalista mistrzostw Europy (1993)